# Fudbalski Klub Javor Ivanjica
El Fudbalski Klub Javor Ivanjica (en serbio: Фудбалски клуб Јавор Ивањица) es un club de fútbol serbio de la ciudad de Ivanjica, fundado en 1912. El equipo disputa sus partidos como local en el Stadion Ivanjica y juega en la Superliga de Serbia.

## Palmarés
- Prva Liga Srbija: 2

2001-02, 2007-08

## Entrenadores desde 2007
- Radovan Ćurčić (enero de 2007–septiembre de 2010)
- Zoran Njeguš (septiembre de 2010–junio de 2011)
- Vladan Milojević (julio de 2011–septiembre de 2011)
- Aleksandar Janjić (octubre de 2011–junio de 2012)
- Mladen Dodić (junio de 2012–junio de 2013)
- Bogić Bogićević (junio de 2013–noviembre de 2013)
- Predrag Ristanović (noviembre de 2013–marzo de 2014)
- Slavenko Kuzeljević (marzo de 2014–)

## Jugadores

### Jugadores destacados
- Željko Đokić
- Goran Dragović
- Nemanja Supić
- Nikola Jakimovski
- Slaven Borović
- Malesija Vojvoda
- Nikola Vujadinović
- Branko Vujović
- Nnaemeka Ajuru
- Ifeanyi Igbodo
- Obiora Odita
- Filip Arsenijević
- Aleksandar Bogdanović
- Radovan Ćurčić
- Ivan Cvetkovic
- Srđan Gašić
- Nikola Ignjatijević
- Ivan Ješić
- Vukoman Jolović
- Vladica Kovačević
- Blagoje Krivokuća
- Petar Krivokuća
- Srboljub Krivokuća
- Nikola Lišanin
- Milan Mihajlović
- Rade Mojović
- Miljan Mutavdžić
- Aleksandar Petaković
- Mihajlo Pjanović
- Miloš Radaković
- Zoran Radosavljević
- Nikola Simić
- Miloš Trifunović
- Lazar Tripković
- Radojica Vasić
- Rade Veljović
- Miroslav Vulićević
- Dragiša Žunić
- Blessing Makunike
- Mike Temwanjera
- Leonard Tsipa